# Новоселиця (Сумський район)
Новосе́лиця — село в Україні, у Верхньосироватській сільській громаді Сумського району Сумської області. Населення становить 436 осіб. До 2017 орган місцевого самоврядування — Верхньосироватська сільська рада.

## Географія
Село Новоселиця знаходиться на правому березі річки Сироватка, вище за течією на відстані 1 км розташоване село Верхня Сироватка, нижче за течією на відстані 2 км розташоване село Старе Село, на протилежному березі - село Нижня Сироватка. За 1,5 км від села починається місто Суми. Біля села великі відстійники (~ 190 га). Через село проходить залізниця, станція Платформа 68 км. Поруч проходить автомобільна дорога Н12.

## Історія
За даними на 1864 рік у казеній слободі Новоселиця (Мала Сироватка) Сумського повіту Харківської губернії мешкало 252 особи (125 чоловічої статі та 127 — жіночої), налічувалось 38 дворових господарств, існував селітряний завод.

## Населення

### Мова
Розподіл населення за рідною мовою за даними :
| Мова       | Кількість | Відсоток |
| ---------- | --------- | -------- |
| українська | 409       | 93.81%   |
| російська  | 27        | 6.19%    |
| Усього     | 436       | 100%     |

## Галерея

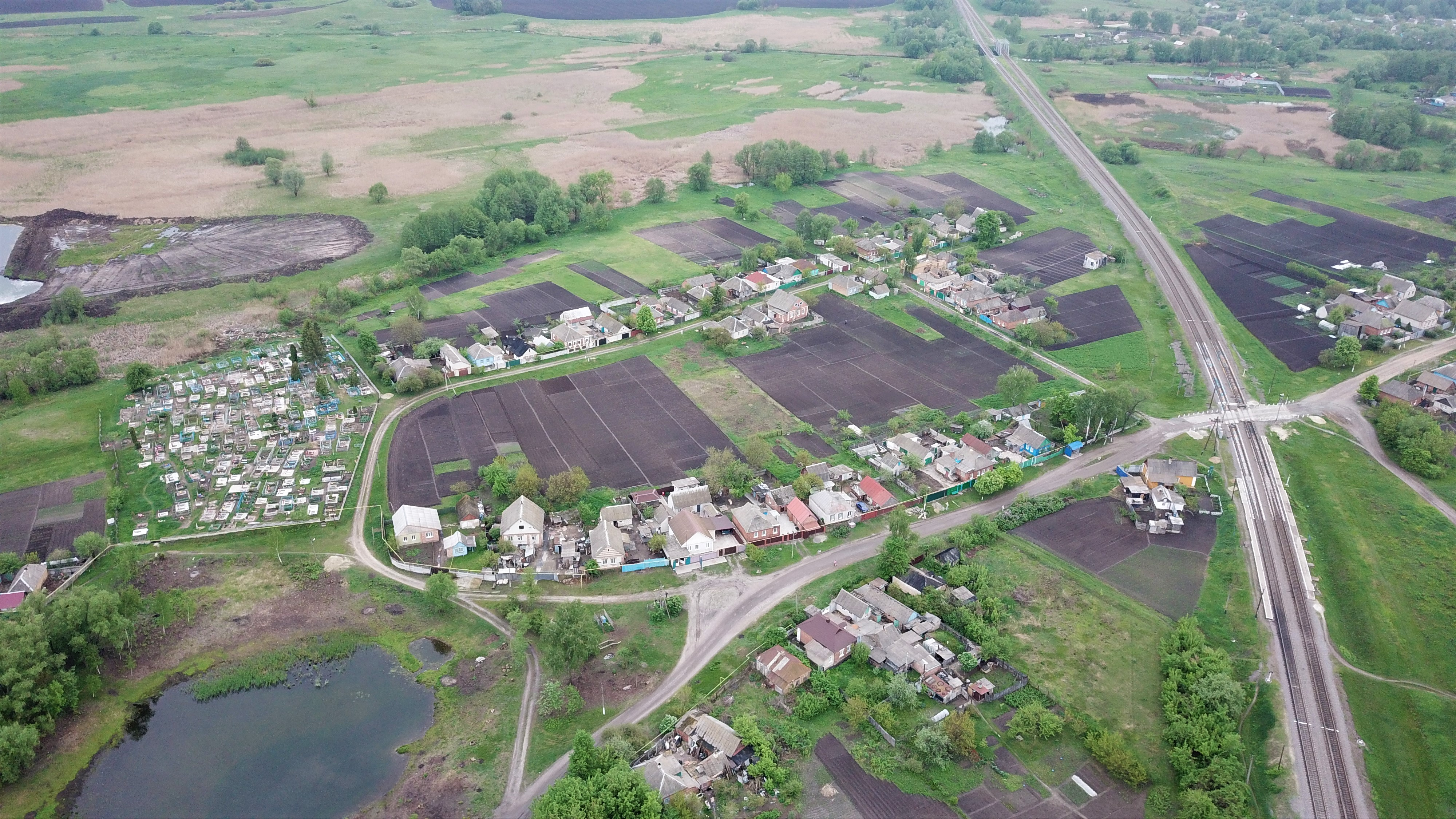
Вид на вулицю Тургенєва і кладовище.
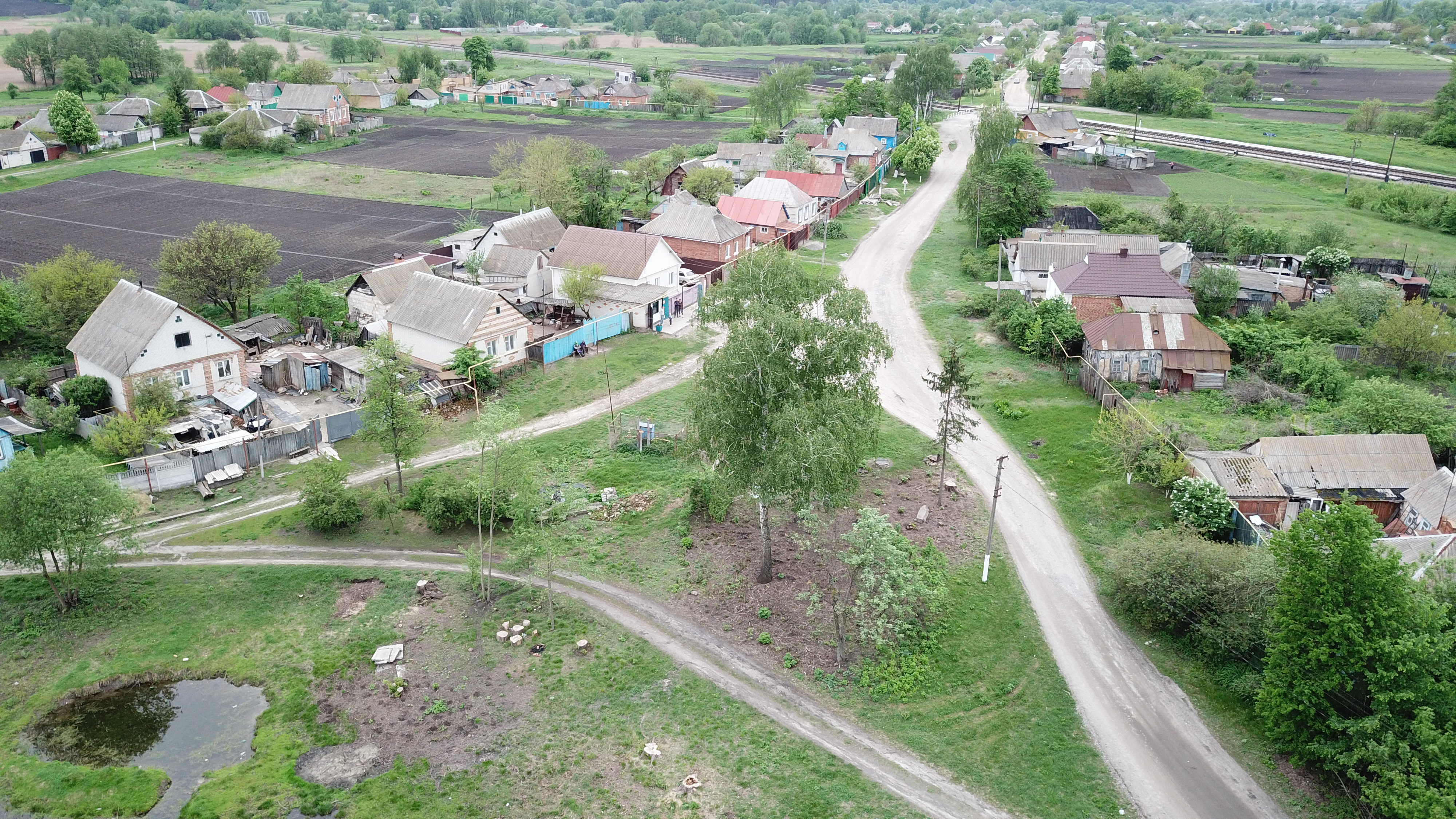
Новоселиця. вул.Набережна і залізничний переїзд.
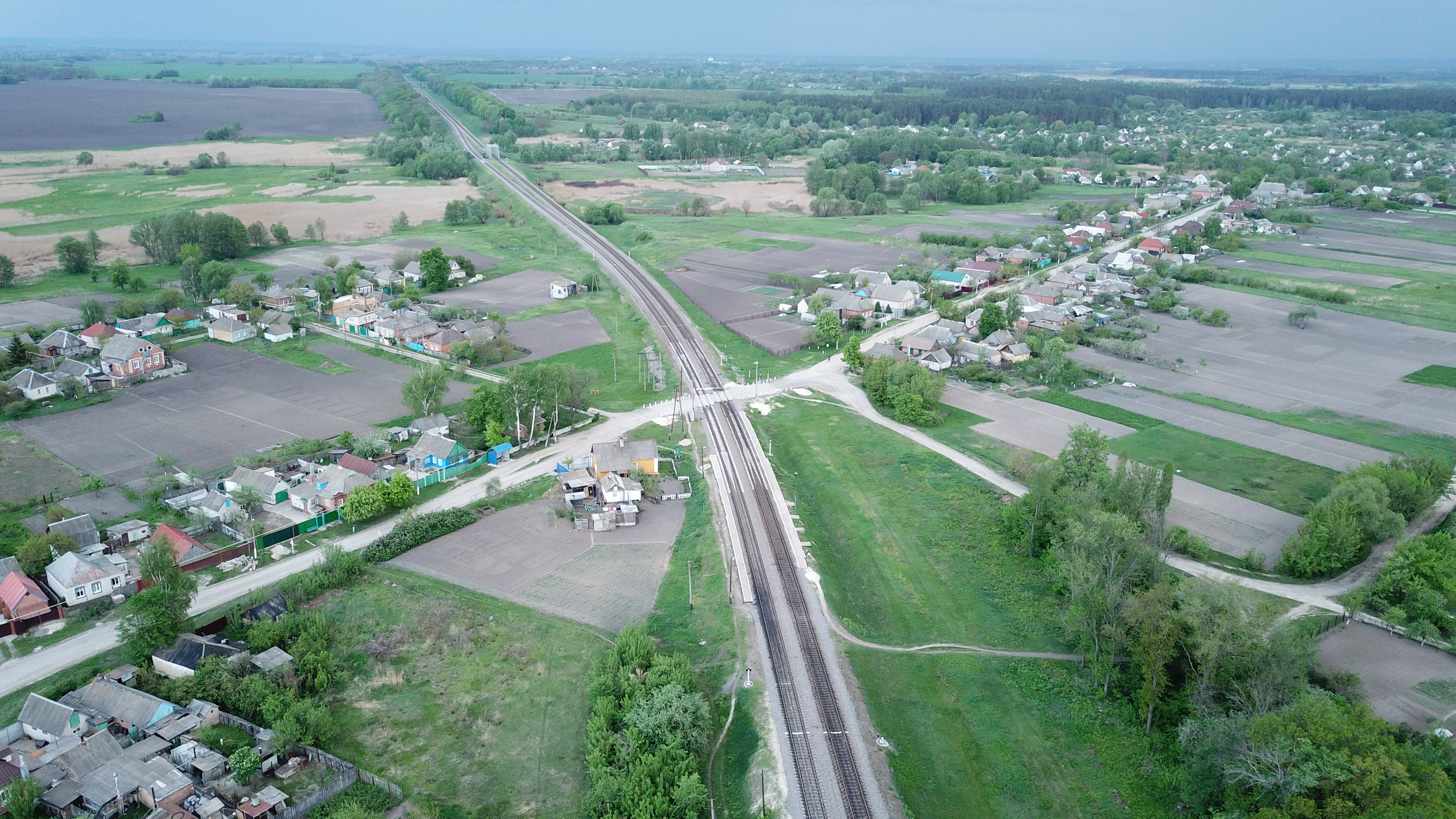
Вид з висоти. Залізничний переїзд, вид на міст через річку Сироватка.
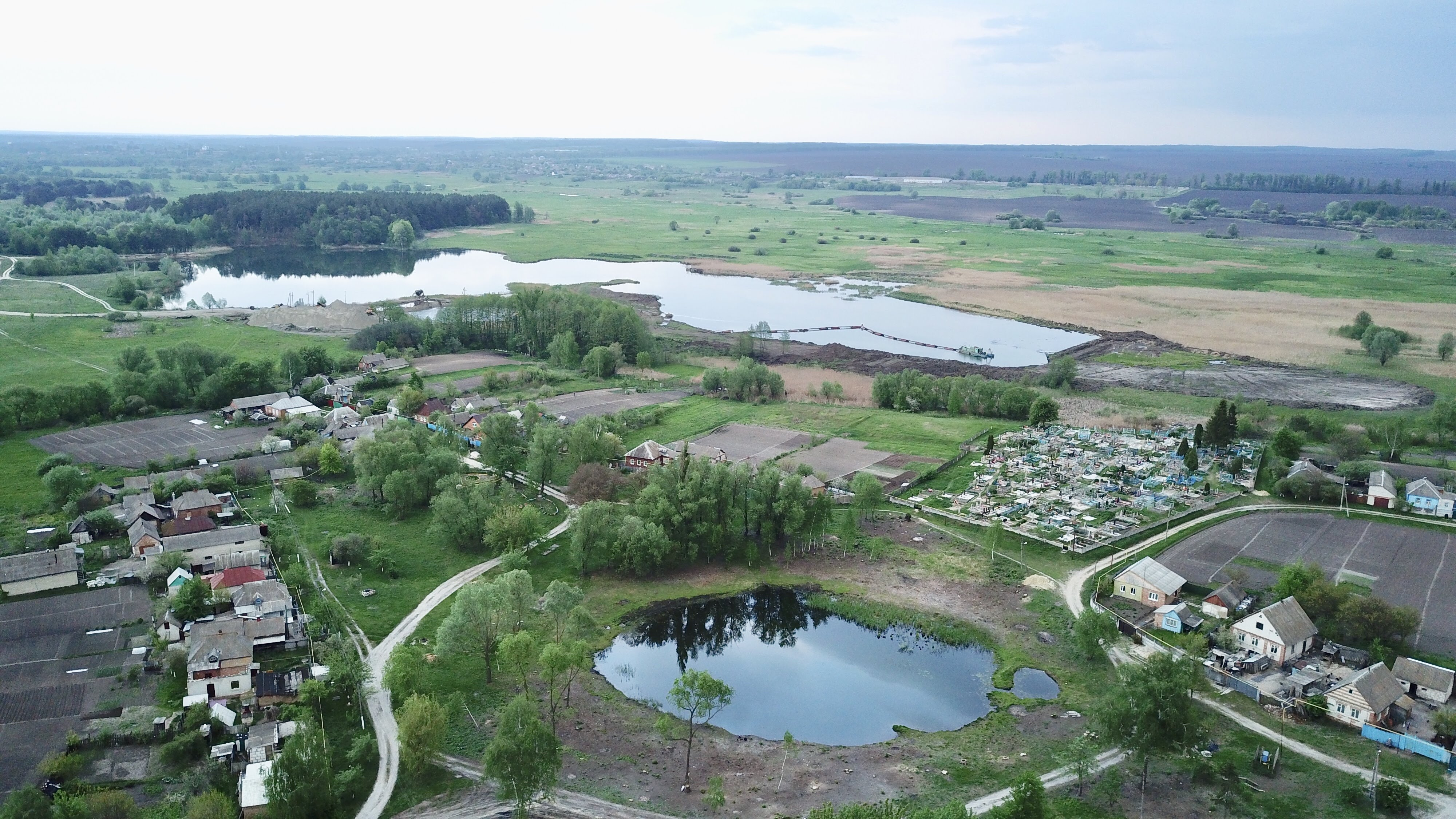
Висохше зеро в селі і нове озеро, що утворилося на місці роботи земснаряду на околиці села.